# Testigo directo (programa de televisión colombiano)
Testigo directo es un programa de investigación colombiano creado y presentado por Rafael Poveda que se emite en las cadenas Cablenoticias, Caracol Internacional y Canal 1.
El programa es caracterizado por hacer reportajes, historias, documentales y testimonios reales como Luis Alfredo Garavito, David Murcia Guzmán, FARC, Íngrid Betancourt, La Madame, entre otros personajes ilustres nacionales. Su primera emisión fue lanzando en 2004 con su productora independiente Rafael Poveda Televisión.